# Gil Vandenbrouck

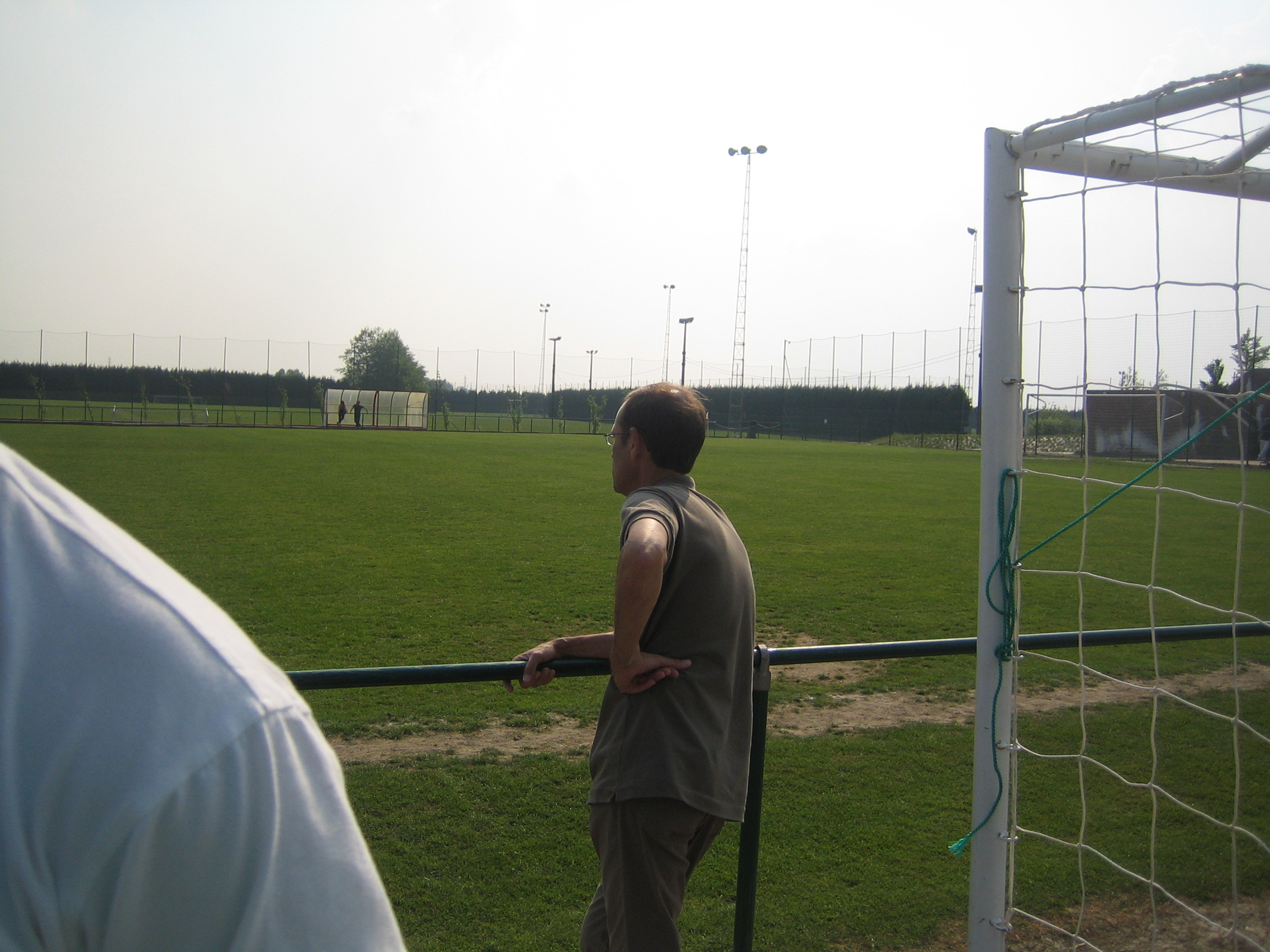
Gil Vandenbrouck

Gil Vandenbrouck (28 april 1959) is een Belgisch voetbaltrainer. 

## Spelerscarrière
- 1970-1981 FC Luigne
- 1981-1982 BS Avelgem
- 1982-1986 Excelsior Moeskroen

## Trainerscarrière
- 1989-1996 Excelsior Moeskroen (jeugd)
- 1996-02/2006 Excelsior Moeskroen (assistent-trainer)
- 02/2006-02/2007 Excelsior Moeskroen (hoofdtrainer)
- 02/2007-2009 Excelsior Moeskroen (technisch directeur)
- 2009 - heden Jong Excelsior Moeskroen
- 11/2009 - ??? Excelsior Moeskroen (assistent-trainer)

- ??? - heden KV Kortrijk (scout)